# Henryk Rostworowski
Henryk Rostworowski (ur. 27 stycznia 1912 w Rybczewicach k. Krasnegostawu, zm. 31 sierpnia 1984 w Warszawie) – polski pisarz, tłumacz, publicysta, aktor, konferansjer, autor i wykonawca piosenek.

## Życiorys
Ukończył Institut Commercial w Grenoble i Wydział Prawa Uniwersytetu Warszawskiego. Rozpoczętą praktykę prawniczą przerwała wojna. Uczestnik kampanii wrześniowej 1939 roku. Jeniec oflagów niemieckich w Weilburgu (IX e) i Woldenbergu (II c) – gdzie wydał systemem powielaczowym tomik wierszy Kamieniołomy. Razem z K. Rudzkim, A. Nowickim, J. Landym i J. Michałowskim organizator tzw. podwieczorków sobotnich w oflagu. Współtwórca, autor, aktor i kierownik literacki teatru obozowego. W tym okresie napisał pierwsze teksty piosenek oraz komedie: Nic nie rozumiem (z K. Wnorowskim), Jajko Kolumba (z A. Nowickim, D. Flukowskim i L. Natansonem z muzyką S. Gajdeczki), widowisko kukiełkowe Bal na Szklanej Górze i jasełka Wigilia żołnierska.
Po wyzwoleniu autor licznych widowisk teatralnych, przekładów sztuk teatralnych, m.in. Ondyna J. Giraudoux, Hernani V. Hugo, 14 lipca R. Rollanda i in.; tekstów ballad i piosenek. Od maja 1945 w Teatrze Domu Żołnierza jako konferansjer i piosenkarz. W lipcu 1945 debiutował w rozgłośni łódzkiej Polskiego Radia w stałej audycji „Mozaiki Łódzkie”. Od jesieni 1948 w Polskim Radiu Warszawa. I odtąd do 1950 r. stale występował na antenie radiowej jako piosenkarz i autor. Nagrał w tym czasie w Zakładzie Nagrań Dźwiękowych „Muza” ok. 30 płyt. W nagraniach towarzyszył mu przeważnie Zespół Instrumentalny Mieczysława Janicza. Od 1950 poświęcił się pracy pisarskiej i tłumaczeniom, głównie literatury francuskiej i rosyjskiej, sporadycznie występując jako piosenkarz, m.in. w „Kabarecie Literackim” w Warszawie. Autor licznych przekładów na język polski tekstów światowych i europejskich przebojów. Pisał także piosenki do filmów rysunkowych, jak Lis i bocian (muz. F. Leszczyńskiej). Wydał śpiewnik Chansons de Pologne z piosenkami polskimi tłumaczonymi na język francuski. Jako autor współpracował przeważnie z kompozytorką Franciszką Leszczyńską.

## Ballady i piosenki (wybór)
- Walc zimowy (muz. Jan Landy – 1940)
- Daleka droga (z Andrzejem Nowickim, muz. Jan Landy – 1940)
- Mój brat wiatr Muz. Jan Landy – 1940)
- Służący Jan (muz. Stanisław Gajdeczka – 1941)
- Spotkanie z nocą (muz. Zygmunt Wiehler – 1945)
- Do ciebiem tęsknił tyle lat (muz. Zygmunt Wiehler – 1945)
- Uroki jesieni (muz. Franciszka Leszczyńska – 1945)
- Dym i dom (muz. Franciszka Leszczyńska – 1946)
- Mansarda (muz. Franciszka Leszczyńska – 1946)
- Dzień bez ciebie mi się dłuży (muz. Franciszka Leszczyńska – 1946)
- Warszawa (muz. Franciszka Leszczyńska – 1947)
- Mały domek (muz. Stanisław Gajdeczka – 1947)
- Miłosna serenada (muz. Franciszek Frachowicz – 1947)
- Marsz robotniczej Łodzi (muz. Franciszka Leszczyńska – 1948)
- Amor, amor, amor (muz. Ruiz – 1948)
- Aj, aj, aj (muz. Rome – 1948)
- Besame mucho (muz.  Consuelo Velázquez – 1948)
- Stary zegar – Tico, tico (muz. Z. Abreu – 1948)
- Siboney (muz. Ernesto Lecuona – 1948)
- Pocałuj raz, pocałuj dwa (muz. Jules Styne – 1948)
- Trzy słowa (muz. D. Best – 1948)
- Czyju, czyju- Tchiou, Tchiou (muz. Molinare – 1949)
- Jestem sam (muz. Paul Durand – 1949)
- Jaś i harmonia (muz. Franciszka Leszczyńska – 1949 – II nagroda w konkursie ZAIKS-u)
- Piosenka wagabundy (muz. Franciszka Leszczyńska – 1949)
- Tramp (muz. Franciszka Leszczyńska – 1949)
- Pada deszcz (muz. Jules Styne – 1949)
- Stary młyn (muz. Kamil Behounek – 1949)*
- To było raz (muz. Abbes – 1949)
- Deszczowy list (muz. Moret – 1949)
- Czy czasem tęsknisz (muz. Alice Wrubel – 1949)
- Minut pięć (muz. Jules Styne – 1949)
- Kiedy po pracy wolny mamy czas (muz. A. Dominquez – 1949)
- Mów mi ty (muz. R. Sherman – 1949)
- Symphony (muz. G. Alstone – 1949)
- Gdzieś musi być świat (muz. Gallop, Saxon, Cook – 1949)
- Śmieje się do nas świat (muz. Benjamin, Carle, Weiss – 1949)
- Gdy ciebie mam (muz. F. Lopez – 1949)
- Mów (muz. R. Rainger – 1949)
- Miluśka moja (muz. J. Balaż – 1949)
- Jestem rad (muz. Norbert Glanzberg – 1950)
- La-la, la-la (muz. M. Emmer – 1950)
- Moja miła (muz. L. Louiguy – 1950)
- Zacznijmy beguine (muz. Cole Porter – 1950)
- Dzisiaj po pracy ciebie spotkam znów (muz. Kamil Behounek – 1950)
- Pieśń o sześcioletnim planie (muz. Mieczysław Mierzejewski – 1950)
- Nauczmy się śmiać (muz. Franciszka Leszczyńska – 1950)
- C' est si bon (muz. Henry Betti – 1952)
- Martwe liście (muz. Joseph Kosma – 1953)
- Wielkie bulwary (muz. Norbert Glanzberg – 1955)
- Piosenka o szewczyku (muz. Francis Lemarque – 1955)
- Kołysanka – Summertime (muz. George Gershwin – 1956)
- Mam pełne garście niczego (muz. George Gershwin – 1956)
- Moja Dorotka (muz. Franciszka Leszczyńska – 1958)
- Melodia z mojego podwórka (muz. Franciszka Leszczyńska – 1963)
- Wesoły twist (muz. Franciszka Leszczyńska – 1963)
- Piosenka o autostopie (muz. Franciszka Leszczyńska – 1964)
- Groszki i róże (z Julianem Kacprem – muz. Zygmunt Konieczny – 1966)
- Pszczółka Maja (muz. Karel Svoboda – 1978)
- Żal mi okazji utraconych (muz. Franciszka Leszczyńska – 1978)
- Tylko tutaj (muz. Benedykt Konowalski) i inne.

## Repertuar (wybór)
- Ostatni gość (muz. Stanisław Gajdeczka, sł. Andrzej Nowicki – 1940)
- Walc zimowy
- Mój brat wiatr
- Błahy walczyk (muz. Jan Landy – sł. Andrzej Nowicki – 1940, wznow. 1950)
- Spotkanie z nocą
- Do ciebiem tęsknił tyle lat
- Służący Jan
- Uroki jesieni
- Dym i dom
- Mansarda
- Dzień bez ciebie mi się dłuży
- Warszawa
- Mały domek
- Aj, aj, aj
- Stary zegar
- Siboney
- Pocałuj raz, pocałuj dwa
- Trzy słowa
- Jaś i harmonia
- Piosenka wagabundy
- Tramp
- Stary młyn
- To było raz
- Deszczowy list
- Jestem sam
- Pada deszcz
- Minut pięć
- Kiedy po pracy wolny mamy czas
- Mów mi ty, Gdzieś musi być świat
- Śmieje się do nas świat
- Gdziekolwiek jesteś – wróć (Władysław Szpilman – Bronisław Brok – 1949)
- Błękitne bolero (Tadeusz Kwieciński – Zbigniew Drabik – 1949)
- Nie wszędzie jest tak ładnie jak w niebie (Franciszka Leszczyńska – Konstanty Ildefons Gałczyński – 1949)
- Miluśka moja
- Gdy ciebie mam
- Mów
- Jestem rad
- La-la, la-la
- Moja miła
- Małe miasteczko (Adam Markiewicz – Jerzy Jurandot – 1950)
- Nasza miłość jest powieścią (Clerc – Konstanty I. Gałczyński – 1950)
- Nie raz nie dwa, nie trzy (Adam Lewandowski – Emanuel Schlechter – 1950)
- Dzisiaj po pracy ciebie spotkam znów
- Zacznijmy beguine
- Zabawa w Młocinach (Antoni Buzuk – Jerzy Tomski – 1950)
- Nauczmy się śmiać
- Martwe liście
- Wielkie bulwary
- Piosenka o szewczyku
- Żal mi okazji utraconych